# Llista d'alcaldes de la ciutat de Luxemburg
L'alcalde de la Ciutat de Luxemburg és l'alcalde de la ciutat de Luxemburg la capital i la ciutat més gran del Gran Ducat de Luxemburg. A causa de la importància de la ciutat al país -per ésser la llar de quasi un de cada sis luxemburguesos-, el càrrec com a alcalde de la ciutat de Luxemburg és un dels llocs més alts i de major prestigi al govern de Luxemburg i la seva política.

## Llista d'alcaldes
| Nom | Nom                                           | Inici            | Fi              |
| --- | --------------------------------------------- | ---------------- | --------------- |
|     | Jean-Bernard Knepper                          | 1693             | 1698            |
|     | ...                                           | ...              | ...             |
|     | Jean Jacques Faber                            | 1795             | 1795            |
|     | Jean-Georges Pfortzheim                       | 1795             | 1795            |
|     | François Hubert Abinet (Primer mandat)        | 1795             | 1797            |
|     | François Roeser (Primer mandat)               | 1797             | 1797            |
|     | François Hubert Abinet (Segon mandat)         | 1797             | 1797            |
|     | Hermann Urbain                                | 1797             | 1800            |
|     | François Scheffer (Primer mandat)             | 1800             | 1802            |
|     | Jean François Probst                          | 1802             | 1803            |
|     | Jean-Baptiste Servais                         | 1803             | 1811            |
|     | Charles Baron de Tornaco                      | 1811             | 1814            |
|     | Bonaventure Dutreux-Boch                      | 1814             | 1816            |
|     | François Roeser (Segon mandat)                | 1816             | 1816            |
|     | François Scheffer (Segon mandat)              | 1816             | 1817            |
|     | Constantin Joseph Pescatore                   | 1817             | 1820            |
|     | François Scheffer (Tercer mandat)             | 1820             | 1822            |
|     | Jean-François Doutreloux                      | 1822             | 1823            |
|     | François Roeser (Tercer mandat)               | 1823             | 1827            |
|     | François Scheffer (Quart mandat)              | 1827             | 1843            |
|     | Fernand Pescatore                             | 1844             | 1848            |
|     | Jean-Pierre David Heldenstein (Primer mandat) | 1848             | 1850            |
|     | Gabriel de Marie                              | 17 juliol 1850   | 1854            |
|     | Jean-Pierre David Heldenstein (Segon mandat)  | 1855             | 1865            |
|     | Théodore Eberhard                             | 1865             | 1869            |
|     | Jean Mersch-Wittenauer                        | 1869             | 30 gener 1873   |
|     | Charles Simonis                               | 1873             | 1 novembre 1875 |
|     | Emmanuel Servais                              | 17 desembre 1875 | 17 juny 1890    |
|     | Dominique Brasseur                            | 27 gener 1891    | 24 febrer 1894  |
|     | Émile Mousel                                  | 24 febrer 1894   | 1904            |
|     | Alphonse Munchen                              | 1904             | 1914            |
|     | Léandre Lacroix                               | 1914             | 1918            |
|     | Luc Housse                                    | 1918             | 1920            |
|     | Gaston Diderich                               | 1921             | 1946            |
|     | Émile Hamilius                                | 1946             | 1963            |
|     | Paul Wilwertz                                 | 1964             | 1969            |
|     | Colette Flesch                                | 1970             | 1980            |
|     | Camille Polfer                                | 1980             | 1981            |
|     | Lydie Polfer                                  | 1982             | 1999            |
|     | Paul Helminger                                | 1999             | 2011            |
|     | Xavier Bettel                                 | 2011             | 2013            |
|     | Lydie Polfer                                  | 2013             | En el càrrec    |